# Saurauia desquamulata
Saurauia desquamulata är en tvåhjärtbladig växtart som beskrevs av Friedrich Ludwig Diels. Saurauia desquamulata ingår i släktet Saurauia och familjen Actinidiaceae. Inga underarter finns listade i Catalogue of Life.